# تابونت (ترميكت)
تابونت هي إحدى مشيخات المملكة المغربية، تتبع جغرافيا لإقليم ورززات وإداريًا لترميكت. يقدر عدد سكانها بـ 4258 نسمة حسب الإحصاء الرسمي للسكان والسكنى لسنة 2004.